# Pomnik patriarchy Hermogena w Moskwie
Pomnik patriarchy Hermogena w Moskwie (ros. Памятник патриарху Гермогену) – pomnik odsłonięty w Parku Aleksandrowskim w Moskwie w 2013, przedstawiający patriarchę Hermogena, świętego prawosławnego, zwierzchnika Rosyjskiego Kościoła Prawosławnego w latach 1606–1612.

## Historia
Koncepcja budowy pomnika patriarchy Hermogena pojawiła się w XIX w., natomiast bardziej szczegółowe plany w tym kierunku powstały w 1913. W roku tym Hermogen, jeden z rosyjskich bohaterów okresu wielkiej smuty, został zaliczony w poczet świętych. Obiekt miał stanąć pod murem kremlowskim, w miejscu, gdzie w latach 20. XX wieku powstało Mauzoleum Lenina.
Do idei wzniesienia pomnika patriarchy powrócono w 2009, uzyskała ona poparcie najwyższych władz państwowych i cerkiewnych w Rosji. Środki na budowę pomnika pochodziły z otwartej zbiórki. Drogą konkursu wybrano projekt grupy artystów pod kierownictwem architekta Igora Woskriesienskiego i malarza Saławata Szczerbakowa. 
Pomnik został odsłonięty i wyświęcony 25 maja 2013 przez patriarchę moskiewskiego i całej Rusi Cyryla (w asyście innych kapłanów Cerkwi rosyjskiej), goszczącego z wizytą w Rosji prawosławnego patriarchę jerozolimskiego Teofila III oraz metropolitę Korneliusza, zwierzchnika Rosyjskiej Prawosławnej Cerkwi Staroobrzędowej. Władze świeckie reprezentował Siergiej Iwanow, kierujący Administracją Prezydenta Rosji oraz zarządzający sprawami prezydenta Władimir Kożyn. Prezydent Rosji Władimir Putin, który popierał wcześniej ideę budowy pomnika, skierował pozdrowienie do uczestników uroczystości.